# Cometa de Halley
El cometa de Halley (1P/Halley) és un cometa periòdic, gran i brillant, que orbita al voltant del Sol cada 76 anys de mitjana, encara que el seu període orbital pot oscil·lar entre 74 i 79 anys. És un dels més ben coneguts i més brillants dels cometes de període curt del cinturó de Kuiper.
El cometa de Halley va ser el primer cometa reconegut com a periòdic. Fins al Renaixement, el consens filosòfic sobre la naturalesa dels cometes, promogut per Aristòtil, era que eren pertorbacions a l'atmosfera terrestre. Aquesta idea va ser refutada l'any 1577 per Tycho Brahe, que va utilitzar mesures de paral·laxi per demostrar que els cometes s'havien de trobar més enllà de la Lluna. Molts encara no estaven convençuts que els cometes orbitaven al voltant del Sol i, en canvi, van suposar que havien de seguir camins rectes a través del sistema solar.
Edmond Halley, amic i editor d'Isaac Newton, en Synopsis of the Astronomy of Comets de 1705, va emprar les noves lleis de Newton per calcular els efectes gravitatoris de Júpiter i Saturn a les òrbites dels cometes. Després d'haver compilat una llista de 24 observacions de cometes, va calcular que els elements orbitals d'un segon cometa que havia aparegut el 1682 eren gairebé els mateixos que els de dos cometes que havien aparegut el 1531 (observat per Petrus Apianus) i el 1607 (observat per Johannes Kepler). Halley va concloure així que els tres cometes eren, de fet, el mateix objecte que tornava aproximadament cada 76 anys, un període que s'ha trobat que varia entre 74 i 79 anys. Després d'una estimació aproximada de les pertorbacions que el cometa suportaria per l'atracció gravitatòria dels planetes, va predir el seu retorn per al 1758. Si bé havia observat personalment el cometa al voltant del periheli el setembre de 1682, Halley va morir el 1742 abans que pogués observar el seu retorn previst.

## Òrbita i origen

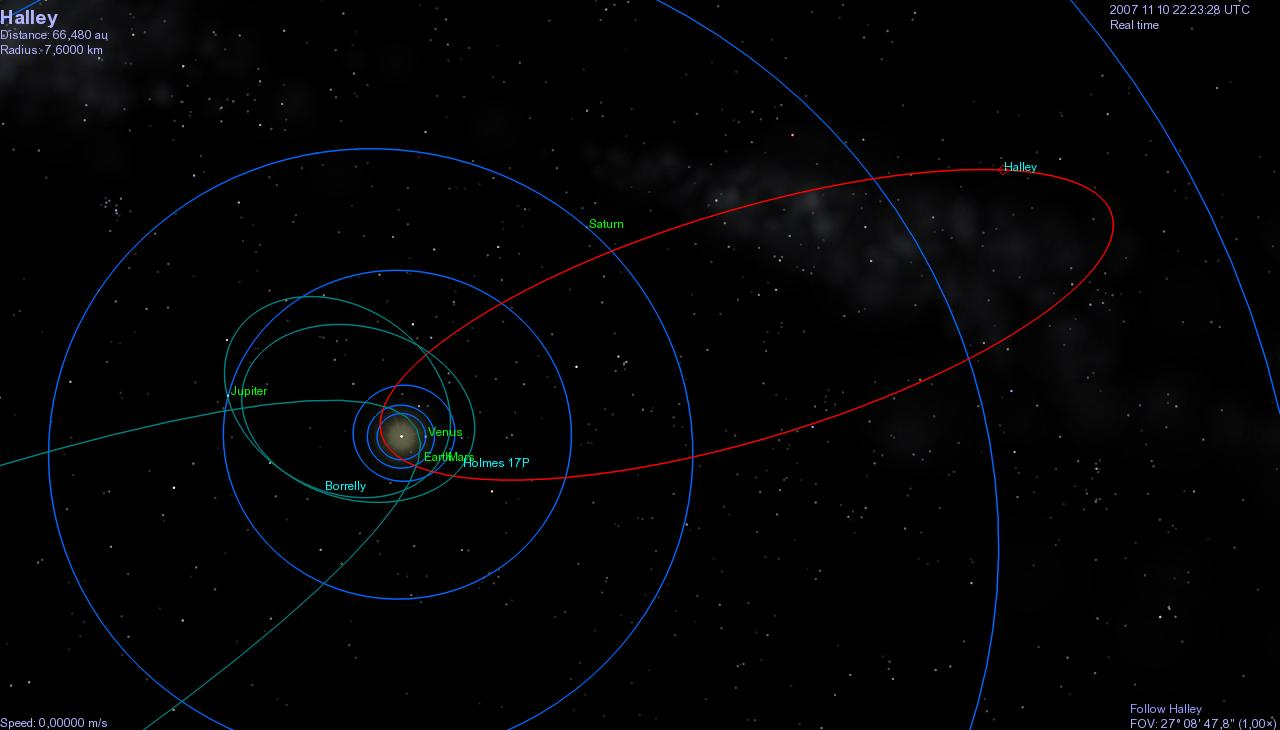
L'òrbita del cometa de Halley

El període orbital del cometa de Halley ha variat entre 74 i 79 anys des de 240 aC. La seva òrbita al voltant del Sol és altament el·líptica, amb una excentricitat orbital de 0,967 (on 0 és un cercle i 1 és una trajectòria parabòlica). El periheli, el punt de l'òrbita del cometa quan està més a prop del Sol, és de 0,59 ua (88 milions de km). Es troba entre les òrbites de Mercuri i Venus. El seu afeli, o la distància més allunyada del Sol, és de 35 ua (5.200 milions de km) (aproximadament la distància de Plutó). Inusual per a un objecte del sistema solar, l'òrbita del cometa de Halley és retrògrada; orbita al voltant del Sol en la direcció oposada als planetes, o, en el sentit de les agulles del rellotge des de dalt del pol nord del Sol. L'òrbita està inclinada 18° respecte de l'eclíptica, amb gran part d'ella al sud de l'eclíptica. (Com que és retrògrada, la veritable inclinació és de 162°) A causa de l'òrbita retrògrada, té una de les velocitats més altes respecte a la Terra de qualsevol objecte del sistema solar. El pas de 1910 tenia una velocitat relativa de 70,56 km/s. S'associa amb la pluja de meteors dels Oriònids a finals d'octubre, i les observacions realitzades al voltant del moment de l'aparició del cometa de Halley el 1986 van suggerir que el cometa també podria pertorbar els Η-Aquàrids, encara que podria no ser el seu origen.
El cometa de Halley es classifica com un cometa periòdic o de període curt; un amb una òrbita que duri 200 anys o menys en contrast amb els cometes de llarg període, les òrbites dels quals duren milers d'anys. Els cometes periòdics tenen una inclinació mitjana cap a l'eclíptica de només deu graus, i un període orbital de només 6,5 anys, de manera que l'òrbita del cometa de Halley és atípica. La majoria dels cometes de període curt (amb períodes orbitals inferiors a 20 anys i inclinacions de 20 a 30 graus o menys) s'anomenen cometes de la família de Júpiter. Els que s'assemblen al cometa de Halley, amb períodes orbitals d'entre 20 i 200 anys i inclinacions que s'estenen de zero a més de 90 graus, s'anomenen cometes de tipus Halley. En 2015, només s'havien observat 75 cometes de tipus Halley, en comparació amb 511 cometes de la família Júpiter identificats.
Les òrbites dels cometes de tipus Halley suggereixen que originalment eren cometes de llarg període amb òrbites pertorbades per la gravetat dels planetes gegants i dirigides cap al sistema solar interior. Si el cometa de Halley va ser una vegada un cometa de llarg període, és probable que s'originés al Núvol d'Oort, mentre que generalment es creu que els cometes de la família de Júpiter s'originen al cinturó de Kuiper. Un altre punt d'origen per als cometes de tipus Halley es va proposar l'any 2008, quan es va descobrir un objecte transneptunià amb una òrbita retrògrada semblant a la del cometa de Halley, 2008 KV42, l'òrbita del qual la porta des de fora de la d'Urà fins al doble de la distància de Plutó, que pot ser un membre d'una nova població de petits cossos del sistema solar que serveix com a font de cometes de tipus Halley.
El cometa de Halley ha estat probablement en la seva òrbita actual durant 16.000-200.000 anys, encara que no és possible integrar numèricament la seva òrbita durant més d'unes quantes desenes d'aparicions, i les aproximacions properes abans del 837 dC només es poden verificar a partir d'observacions registrades. Els efectes no gravitatoris poden ser crucials; a mesura que el cometa de Halley s'apropa al Sol, expulsa de la seva superfície jets de gas sublimant, que el treuen de la seva trajectòria orbital molt lleugerament. Aquests canvis orbitals causen retards en el seu periheli de quatre dies de mitjana.
El 1989, Boris Chirikov i Vitold Vecheslavov van elaborar una anàlisi de 46 aparicions del cometa de Halley extretes de registres històrics i simulacions per ordinador. Aquests estudis van demostrar que la seva dinàmica era caòtica i impredictible a llargues escales de temps. La vida útil prevista del cometa de Halley podria arribar a ser de 10 milions d'anys. Aquests estudis també van demostrar que moltes propietats físiques de la dinàmica del cometa de Halley es poden descriure aproximadament mitjançant un simple mapa simplèctic, conegut com el mapa de Kepler. Un treball més recent suggereix que el cometa de Halley s'evaporarà, o es dividirà en dos, en les properes desenes de milers d'anys, o serà expulsat del sistema solar en uns quants centenars de milers d'anys. Les observacions de D. W. Hughes proposen que la massa del nucli del cometa de Halley s'ha reduït entre un 80 i un 90% durant les últimes 2.000 a 3.000 revolucions.

## Estructura i composició

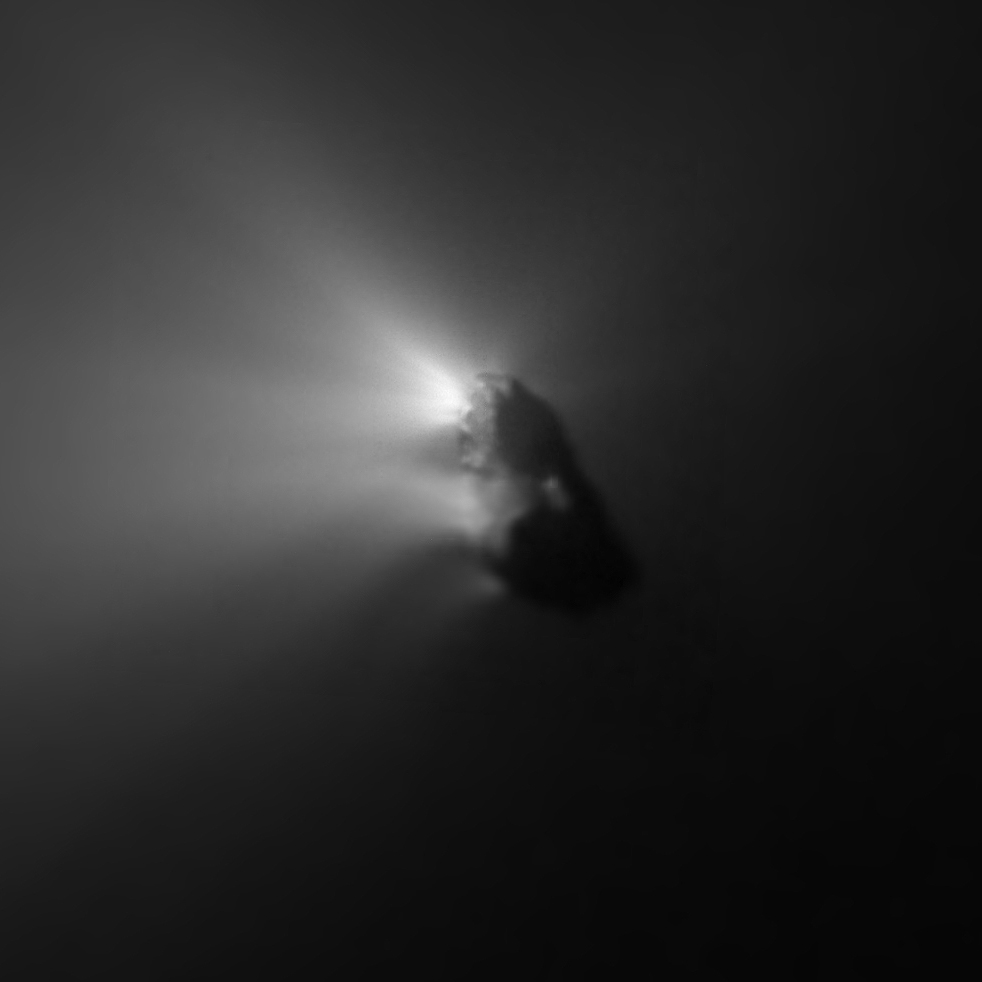
cometa de Halley fotografiat per la sonda Giotto el 1986

Les missions Giotto i Vega van oferir als científics planetaris la seva primera visió de la superfície i l'estructura del cometa de Halley. Com tots els cometes, a mesura que s'acosta al Sol, els seus compostos volàtils (els que tenen punts d'ebullició baixos, com l'aigua, el monòxid de carboni, el diòxid de carboni i altres gels) comencen a sublimar-se des de la superfície del seu nucli. Això fa que el cometa desenvolupi un coma, o atmosfera, de fins a 100.000 km de diàmetre. L'evaporació d'aquest gel brut allibera partícules de pols, que viatgen amb el gas lluny del nucli. Les molècules de gas en coma absorbeixen la llum solar i després la tornen a irradiar a diferents longituds d'ona, un fenomen conegut com a fluorescència, mentre que les partícules de pols dispersen la llum solar. Tots dos processos són els responsables de fer visible el coma. Com que una fracció de les molècules de gas en el coma són ionitzades per la radiació solar ultraviolada, la pressió del vent solar, un corrent de partícules carregades emeses pel Sol, treu els ions del coma cap a una llarga cua, que pot estendre's més de 100 milions de quilòmetres a l'espai. Els canvis en el flux del vent solar poden provocar esdeveniments de desconnexió, en els quals la cua es trenca completament del nucli.
Malgrat la gran mida del seu coma, el nucli del cometa de Halley és relativament petit: amb prou feines 15 quilòmetres de llarg, 8 quilòmetres d'amplada i potser 8 quilòmetres. La seva forma s'assembla vagament a la d'una closca de cacauet. La seva massa és relativament baixa (aproximadament 2,2 × 10¹⁴ kg) i la seva densitat mitjana és d'uns 0,6 grams per centímetre cúbic, cosa que indica que està fet d'un gran nombre de peces petites, unides molt soltament, formant una estructura coneguda com a pila de runes. Les observacions a terra de la brillantor del coma van suggerir que el període de rotació del cometa de Halley era d'uns 7,4 dies. Les imatges preses per les diferents naus espacials, juntament amb les observacions dels jets i la closca, suggereixen un període de 52 hores. Donada la forma irregular del nucli, és probable que la rotació del cometa de Halley sigui complexa. Encara que només el 25% de la superfície del cometa de Halley es va fotografiar amb detall durant les missions de sobrevol, les imatges van revelar una topografia extremadament variada, amb turons, muntanyes, crestes, depressions i almenys un cràter.
El cometa de Halley és el més actiu de tots els cometes periòdics, amb altres, com el cometa Encke i el cometa Holmes, sent un o dos ordres de magnitud menys actius. El seu costat diürn (el costat orientat al Sol) és molt més actiu que el costat nocturn. Les observacions de les naus espacials van mostrar que els gasos expulsats del nucli eren un 80% de vapor d'aigua, un 17% de monòxid de carboni i un 3-4% de diòxid de carboni, amb traces d'hidrocarburs encara que fonts més recents donen un valor del 10% per monòxid de carboni i també inclouen traces de metà i amoníac. Es va trobar que les partícules de pols eren principalment una barreja de compostos carboni-hidrogen-oxigen-nitrogen (CHON) comuns al sistema solar exterior, i silicats, com els que es troben a les roques terrestres. Les partícules de pols van disminuir de mida fins als límits de detecció (≈0,001 µm). Inicialment, es va pensar que la proporció de deuteri a hidrogen a l'aigua alliberada pel cometa de Halley era similar a la que es trobava a l'aigua de l'oceà de la Terra, cosa que suggereix que els cometes de tipus Halley podrien haver lliurat aigua a la Terra en un passat llunyà. Observacions posteriors van mostrar que la proporció de deuteri del cometa de Halley era molt més alta que la que es troba als oceans de la Terra, fent que aquests cometes fossin fonts poc probables per a l'aigua de la Terra.
Giotto va proporcionar la primera evidència que donava suport a la hipòtesi de la «bola de neu bruta» de Fred Lawrence Whipple per a la construcció de cometes; Whipple va postular que els cometes són objectes gelats escalfats pel Sol quan s'acosten al sistema solar interior, fent que el gel de les superfícies se sublimi i que els dolls de material volàtil esclatin cap a l'exterior, creant el coma. Giotto va demostrar que aquest model era molt correcte, encara que amb modificacions. L'albedo del cometa de Halley, per exemple, és d'un 4%, cosa que significa que només reflecteix el 4% de la llum solar que l'incideix; sobre el que es podria esperar del carbó. Així, tot i semblar d'un blanc brillant per als observadors de la Terra, el cometa de Halley és de fet negre total. La temperatura superficial de l'evaporació del «gel brut» oscil·la entre −103 °C a una albedo més alta i −53 °C a una albedo baixa; Vega 1 va trobar que la temperatura de la superfície del cometa de Halley estava entre 27 i 127 °C. Això va suggerir que només el 10% de la superfície del cometa de Halley estava activa, i que grans porcions estaven recobertes d'una capa de pols fosca que retenia la calor. En conjunt, aquestes observacions van suggerir que el cometa de Halley es componia principalment de materials no volàtils i, per tant, s'assemblava més a una «bola de neu» que a una «bola de neu bruta».

## Aparicions
Els astrònoms d'arreu del món han observat i registrat els retorns periòdics del cometa de Halley al sistema solar interior des que almenys l'any 240 aC ho feren uns astrònoms xinesos, quedant registrat en els registres del Gran Historiador, però no va ser fins al 1705 per l'astrònom anglès Edmond Halley en la seva Synopsis of the Astronomy of Comets, que seguint la teoria de la gravitació d'Isaac Newton havia intentat calcular per primera vegada l'òrbita d'un cometa el 1682, anunciant que el cometa vist en 1531 era el mateix que el de 1607, anunciant que tornaria a passar en 1758, i com a resultat d'aquest descobriment, el cometa rep el nom de Halley.
El cometa de Halley pot haver-se observat ja l'any 467 aC, però això és incert. Un cometa es va registrar a l'antiga Grècia entre el 468 i el 466 aC; el seu moment, la ubicació, la durada i la pluja de meteors associada suggereixen que era Halley. Els cronistes xinesos també esmenten un cometa aquell any. L'únic registre supervivent de l'aparició del 164 aC es troba en dues tauletes babilònies fragmentàries, actualment propietat del Museu Britànic. L'aparició de l'any 87 aC es va registrar en tauletes babilònies. L'aparició de l'any 141 dC es va registrar a les cròniques xineses i al Purananuru, en relació amb la mort del rei Txera del sud de l'Índia Yanaikatchai Mantaran Cheral Irumporai.

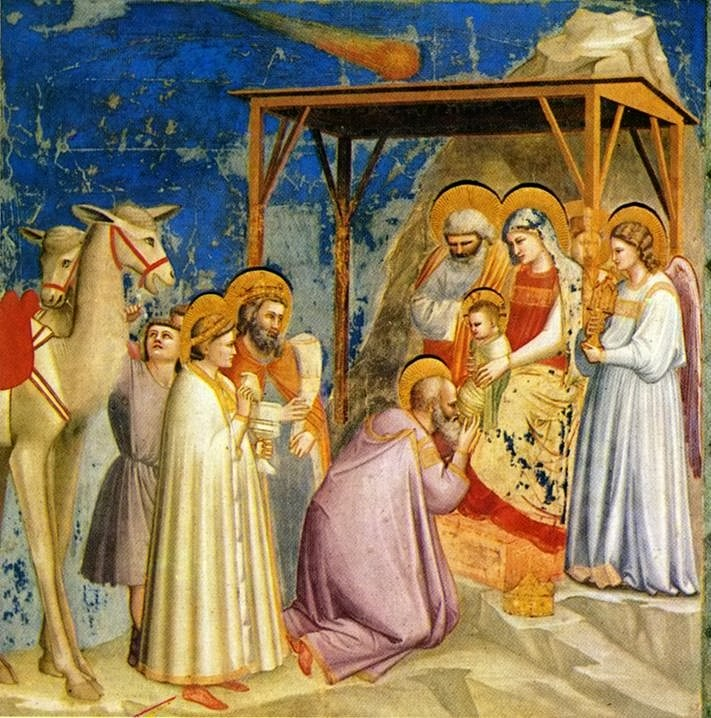
L'Adoració dels Reis Mags (circa 1305) de Giotto, que suposadament va modelar l'estrella de Betlem a Halley, que s'havia vist 4 anys abans d'aquell quadre. Els reis i diversos animals s'agrupen al voltant del nen Jesús, mentre un objecte semblant a un cometa s'estén per sobre del seu cap.

L'aparició de l'any 12 aC va ser registrada al Llibre de Han per astrònoms xinesos de la dinastia Han que la van seguir des d'agost fins a octubre. Va passar a 0,16 au de la Terra. Segons Cassi Dió, un cometa va aparèixer suspès sobre Roma durant diversos dies anunciant la mort de Marc Vipsani Agripa aquell any. L'aparició del cometa de Halley l'any 12 aC, a només uns quants anys de la data assignada convencionalment del naixement de Jesucrist, ha portat a alguns teòlegs i astrònoms a suggerir que podria explicar la història bíblica de l'Estrella de Betlem. Hi ha altres explicacions per al fenomen, com les conjuncions planetàries, i també hi ha registres d'altres cometes que van aparèixer més propers a la data de la Nativitat de Jesús.
Les aparicions del 374 i del 607 es van aproximar a 0,09 au de la Terra. Es va dir que l'aparició del 451 presagiava la derrota d'Àtila en la batalla de Chalons. L'aparició de 684 es va registrar a Europa en una de les fonts utilitzades pel compilador de la Crònica de Nuremberg de 1493, que conté una imatge vuit segles després de l'esdeveniment i els registres xinesos n'informen com l'«estrella escombra». L'any 837 va ser registrat per astrònoms de la Xina, el Japó, Alemanya, l'Imperi Romà d'Orient i l'Orient Mitjà, i l'any 912 apareix en els Annals d'Ulster.

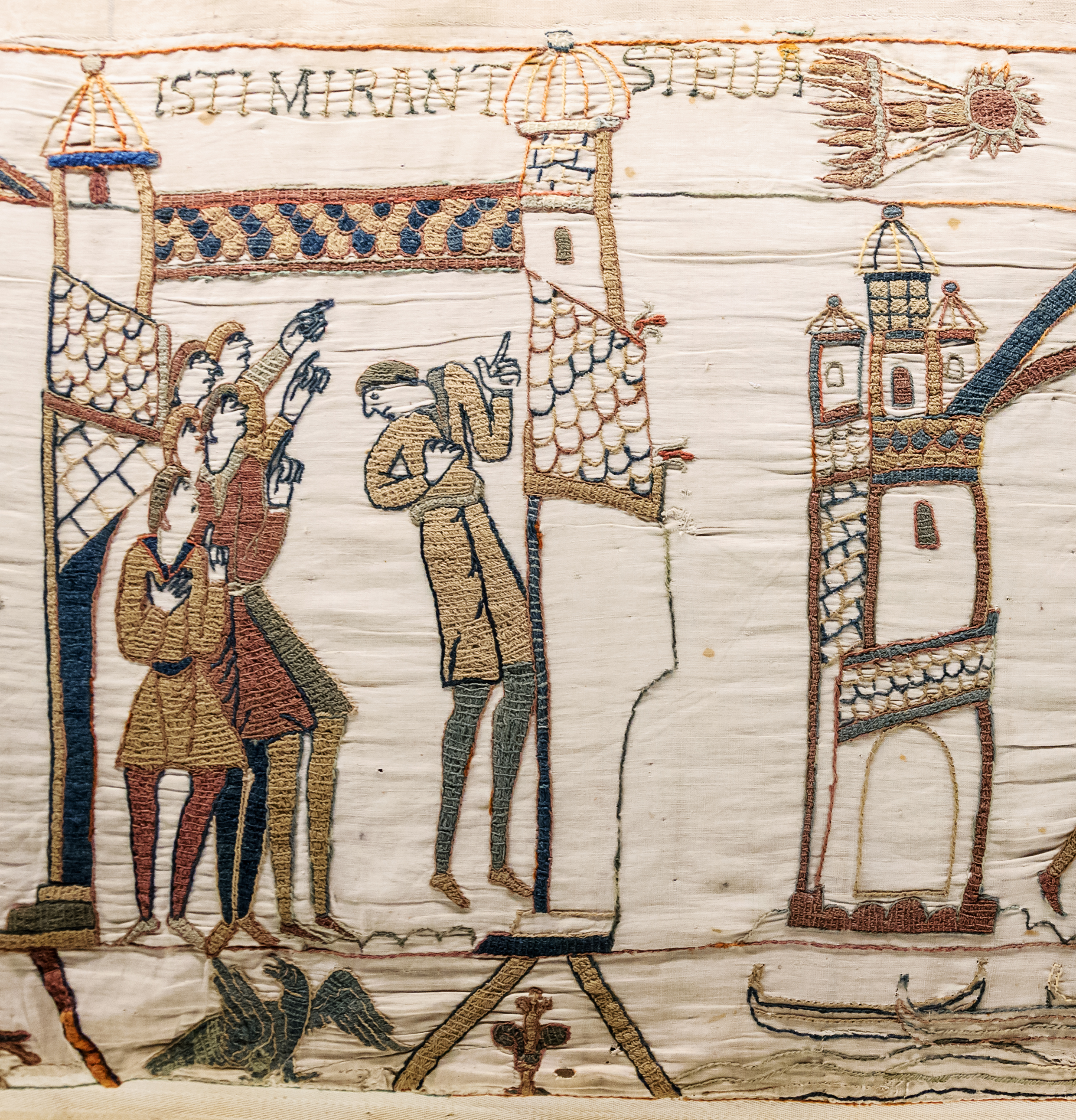
Representació del cometa de Halley a l'escena XXXII del Tapís de Bayeux. La inscripció en llatí diu: Isti mirant stella

L'aparició de 1145 va ser registrada pel monjo Eadwine, i l'aparició de 1986 mostrava una cua de ventall semblant al seu dibuix. Hi ha qui afirma que Genguis Kan es va inspirar per dirigir la invasió mongola d'Europa per l'aparició de 1222. L'aparició de 1301 podria haver estat vista per Giotto, que va representar l'Estrella de Betlem com un cometa de color de foc a la secció de la Nativitat del seu cicle de la Capella dels Scrovegni, completada el 1305. L'aparició de l'any 1378 està registrada als Annales Mediolanenses i en fonts de l'Àsia oriental. El 1456, el papa valencià Calixt III segons Bartolomeo Platina va excomunicar el cometa.
L'aparició de 1910, que es va veure a simple vista al voltant del 10 d'abril i va arribar al periheli el 20 d'abril, va ser notable per ser la primera de la qual hi ha fotografies i es tenen dades espectroscòpiques. La seva aproximació a la Terra va comportar que la seva cua fregués les capes superiors de l'atmosfera terrestre.
Durant la visita de 1986 es va convertir en el primer cometa observat en detall per naus espacials (les missions Giotto i Vega), proporcionant les primeres dades d'observació sobre l'estructura del nucli d'un cometa i el mecanisme de coma i formació de la cua. Aquestes observacions van donar suport al model de «Bola de neu bruta» de Fred Lawrence Whipple, que va predir correctament que el cometa de Halley estaria composta per una barreja de gels volàtils, com ara aigua, diòxid de carboni, amoníac i pols. Les missions també van proporcionar dades que van reformar i reconfigurar substancialment aquestes idees; per exemple, ara s'entén que la superfície del cometa de Halley està composta en gran part de materials polsegosos i no volàtils, i que només una petita part d'ella està gelada.